# دنیاگیری کووید-۱۹ در میانمار
دنیاگیری کووید-۱۹ در میانمار بخشی از دنیاگیری بیماری کروناویروس ۲۰۱۹ در جهان است. اولین مورد تأیید شده در میانمار در ۲۳ مارس ۲۰۲۰ در شهر تدیم اعلام شد.